# Aerocomp Comp Air 10
L'Aerocomp Comp Air 10 est un avion monoplan utilitaire léger turbopropulsé commercialisé en kit pour la construction amateur par la société américaine Aerocomp.
Cet appareil est en fait un Comp Air 8 dont le fuselage est élargi pour transporter 1 pilote et 9 passagers. Il est disponible soit avec train classique soit avec train tricycle, sa caractéristique principale étant de posséder un empennage bidérive pour faciliter le parking dans un hangar classique. L'élargissement du fuselage a en effet entraîné la nécessité d'accroître la surface verticale de l'empennage.
Le prototype [N4105T] vole en 2002, un second exemplaire a été immatriculé en 2004 et deux en 2005.